# Arhopala zylda
Arhopala zylda is een vlinder uit de familie van de Lycaenidae. De wetenschappelijke naam van de soort is voor het eerst geldig gepubliceerd in 1941 door Corbet.